# Балтабаев, Садыкджан
Садыкджа́н Балтаба́ев (1904 — 28.03.1938) — деятель ВКП(б), 3-й секретарь ЦК КП(б) Узбекистана. Входил в состав особой тройки НКВД СССР.

## Биография
Садыкджан Балтабаев родился в 1904 году. В 1922 году вступил в ВКП(б).
- 1928—1929 — председатель Исполнительного комитета окружного Совета (Узбекская ССР).
- 1929—1931 — председатель Центральной контрольной комиссии КП(б) Узбекистана.
- 1929—1931 — народный комиссар рабоче-крестьянской инспекции Узбекской ССР.
- 13 июля 1930 — 26 января 1934 — член Центральной Контрольной Комиссии ВКП(б)[1].
- 1934 — 6.1937 — 1-й секретарь Ташкентского городского комитета КП(б) Узбекистана.
- 17 июня 1937[2] — 28 августа 1937[3] — 3-й секретарь ЦК КП(б) Узбекистана. Этот период отмечен вхождением в состав особой тройки, созданной по приказу НКВД СССР от 30.07.1937 № 00447[4] и активным участием в сталинских репрессиях[5].

## Завершающий этап
Арестован 28 августа 1937 года. Приговорён ВКВС СССР к ВМН. Расстрелян 28 марта 1938 г.